# 库朱瓦克
库朱瓦克（英語：Kuujjuaq），是加拿大魁北克北部地区最北的城镇。人口有2375人（2011）。它同时也是Kativik Regional Government的行政首都。库朱瓦克同时也在Koksoak河的西岸。
库朱瓦克曾经的名字是“希莫堡”（英語：Fort Chimo）。"希莫"（英語：Chimo）在因纽特语中是“我们握手吧”的意思。

## 历史
第一群接触库朱瓦克的欧洲人是摩拉维亚弟兄会。在1811年8月25日，在经过一个危险的沿着拉布拉多海岸和昂加瓦湾的旅程之后，邦雅曼·戈特利布·科尔迈斯特（英語：Benjamin Gottlieb Kohlmeister）和乔治·克莫赫（英語：George Kmoch）到达了Koksoak河东岸的一个因纽特聚落，与今天的库朱瓦克仅有几公里的距离。